# Gustave-Paul Fraisse
Pour les articles homonymes, voir Fraisse (homonymie).
Gustave-Paul Fraisse, né le 21 février 1861 à Florensac et mort le 12 avril 1941 à Paris 16e, est un général français.

## Biographie
Gustave-Paul Fraisse est né en 1861 à Florensac (Hérault) dans une famille de propriétaires terriens. Il est le fils de Joseph Esprit Hypolite, conseiller général de l'Hérault, et de Anaise Désirée Mery (née au Havre).
Il s'est engagé le 19 octobre 1881 à l'École spéciale militaire de Saint-Cyr (numéro matricule 5652), d'où il est sorti le 21 septembre 1883 comme sous-lieutenant au 122e Régiment d'infanterie. Il est passé lieutenant le 30 août 1886 au 143e Régiment d'infanterie puis en 1891 au 163e Régiment d'infanterie. Le 11 octobre 1892, il est devenu capitaine dans ce dernier régiment, puis a été nommé à l'État-major de la 31e division le 8 février 1894. Le 16 août de cette année, il est devenu officier d'ordonnance du Général commandant la place d'Oran. En 1896 il est capitaine au 100e Régiment d'infanterie en Algérie, puis en 1898, rejoint l'État-major du 16e Corps d'armée. Le 22 février 1901, il est attaché à la personne du Président de la République, puis le 16 mai il est nommé chef de bataillon. En 1903 il se trouve en Tunisie. Il devient Lieutenant-colonel attaché à la personne du Président de la République le 24 mars 1905. Le 14 janvier 1906, il rejoint le 14e Régiment d'infanterie. En 1914, il est promu général de brigade.
Durant la Première Guerre mondiale Gustave-Paul Fraisse est cité deux fois à l'Ordre de l'Armée et reçoit la croix de guerre.
Gustave-Paul Fraisse a épousé à Montpellier en 1899 Marie-Louise-Sophie-Caroline Julien de Lasalle, petite-fille de Charles Julien de Lasalle (1820-1899). Ils seront les parents de Jean Fraisse, président des AGF.
Une rue de Florensac porte son nom.

## Distinctions
- Commandeur de la Légion d'honneur (décret du 19 mars 1919) ; officier en 1915 et chevalier le 11 juillet 1902
- Croix de guerre 1914–1918 (deux citations à l'ordre de l'armée)
- Officier d'académie[4]
- Chevalier du Mérite agricole[4]
- Commandeur de l'ordre du Nichan Iftikhar[4]